# 心拍数 (山崎まさよしの曲)
「心拍数」（しんぱくすう）は、山崎まさよしの楽曲。オリジナルは1996年4月1日発売のアルバム『アレルギーの特効薬』に収録された。

## シングル
山崎まさよし通算13枚目のシングルとしてシングルカットされた。ライブ・テイク音源。2002年5月29日発売。発売元はポリドール・レコード。

### 解説
- ツアー「Transit Time」の膨大なライブ・テイクから選出されたライブシングル。通常盤の他に全国9エリアに分けた期間限定・地域盤も同時発売され、それらはすべてオリコンチャートの50位以内にランクインしている。同一アーティストがオリコン週間シングルランキングの50位以内に10作を同時にランクインさせたのは、当時のオリコン記録であった[1]。
- 同日には、2枚組のライブ・アルバム『Transit Time』も発売された。
- TBS系『COUNT DOWN TV』では、当時地域盤のシングルは通常盤と合算されることなく、それぞれ別々にランクインし[2]、地域盤の地域それぞれに合わせて地方の景色や行事の映像を独自に用意して流していた。

### 収録曲

#### 通常盤
1. 心拍数　（4:47）
2001/12/13 倉敷市民会館
2. One more time, One more chance[Live ver.]　（6:26）
3. セロリ[Live ver.]　（6:55）

#### 北海道編
1. 心拍数　（4:50）
2001/8/22　苫小牧市民会館
2. Fat Mama　（4:42）
2002/2/3　北海道厚生年金会館
3. 特選MC「ほのぼのタイム」　（1:58）
2001/8/21　函館市民会館
4. ミスペラーズ・オン・ステージ　（10:24）
2001/8/27　北見市民会館
5. rehearsal session : "Chokkakkou"　（3:36）

#### 東北編
1. 心拍数　（4:52）
2001/9/2　青森市民会館
2. オレオレ〜六月の手紙　（10:48）
2001/9/16　Zepp Sendai
3. 特選MC「牧場」　（2:31）
2001/9/7　盛岡市民文化ホール
4. ミスペラーズ・オン・ステージ　（10:09）
2001/9/10　鶴岡市文化会館
5. rehearsal session : "Namahage"　（3:35）

#### 関東編
1. 心拍数　（4:56）
2001/11/8　よこすか芸術劇場
2. 窮鼠猫を噛め　（4:40）
2001/11/2　青山学院大学・記念館
3. 特選MC「音楽の教科書」　（1:34）
2001/9/20　宇都宮市文化会館
4. ミスペラーズ・オン・ステージ　（11:57）
2002/1/16　渋谷公会堂
5. rehearsal session : "E-dokko"　（3:45）

#### 信越・北陸編
1. 心拍数　（4:53）
2001/11/11　長野県県民文化会館
2. 手をつなごう　（5:36）
2001/11/18　富山オーバード・ホール
3. 特選MC「悲しみのチャールズ日本海へ行く」　（1:31）
2001/11/16　長岡市立劇場
4. ミスペラーズ・オン・ステージ　（12:05）
2001/11/14　新潟県民会館
5. rehearsal session : "Abogado"　（3:57）

#### 東海編
1. 心拍数　
2001/11/26　長良川国際会議場
2. 低気圧ボーイ　
2001/11/23　豊田市民文化会館大ホール
3. 特選MC「悲しみのチャールズ浜名湖へ行く」
2001/11/28　アクトシティ浜松大ホール
4. ミスペラーズ・オン・ステージ　
2001/11/29　沼津市民文化センター
5. reheasal session : "Unagi"

#### 近畿編
1. 心拍数　（4:54）
2001/10/21　なら100年会館
2. Come on in my kitchen〜ただ ただ…　（6:11）
2001/10/24　Zepp Osaka
3. 特選MC「姫路まして」「メロンの気持ち」　（2:44）
2001/10/17　姫路市文化センター、2001/10/14　守山市民ホール
4. ミスペラーズ・オン・ステージ　（12:51）
2001/10/20　和歌山県民文化会館大ホール
5. rehearsal session : "Midou-street"　（3:35）

#### 中国編
1. 心拍数　（4:45）
2001/12/21　島根年金会館
2. ステレオ　（4:48）
2002/1/20　広島厚生年金会館
3. 特選MC「44マグナム」「悲しみのチャールズ瀬戸内海へ行く」　（5:57）
2001/12/9　徳山市文化会館、2002/12/13　倉敷市民会館
4. ミスペラーズ・オン・ステージ　（12:32）
2002/12/10　下関市民会館
5. rehearsal session : "Kurashiki-gals"　（3:34）

#### 四国編
1. 心拍数　
2001/12/18　香川県民ホール
2. カルテ　
2001/12/22　宇和町文化会館
3. 特選MC「悲しみのチャールズ鳴門海峡へ行く」　
2001/12/19　徳島市立文化センター
4. ミスペラーズ・オン・ステージ　
2001/12/16　高知県民文化ホール
5. rehearsal session : "Kanashimi-no-koibitomisaki"

#### 九州・沖縄編
1. 心拍数 （4:54）
2001/9/26 長崎ブリックホール
2. 愛のしくみ （4:43）
2001/9/23 大分文化会館
3. 特選MC「佐賀牛」 （2:30）
2001/9/25 佐賀市文化会館
4. ミスペラーズ・オン・ステージ （11:09）
2001/10/4 沖縄コンベッションセンター
5. rehearsal session : "Atsukurushi" （2:49）